# FK Jedinstvo Paraćin
FK Jedinstvo srbijanski je nogometni klub iz Paraćina. Trenutno se natječe u Srpskoj ligi Istok, trećeligaškom natjecanju u Srbiji.

## Povijest
Klupske boje 1932. bile su zelena i bijela, a klupska adresa Kralja Petra 44.
U sezoni 1984./85. kvalificirao se za Kup Jugoslavije. Pobijedio je Slobodu Tuzlu na jedanaesterce u prvom kolu, da bi u nastavku izgubio 5:0 na gostovanju kod splitskog Hajduka.
Klub je osvojio Srpsku ligu Istok 1994./95. i plasirao se u Drugu ligu SR Jugoslavije. Dvije sezone proveli su u drugom nogometnom rangu SR Jugoslavije. Unatoč ispadanju u treću ligu 1996./97., klub je ostvario jedan od svojih najboljih rezultata u povijesti dolaskom do polufinala Kupa SR Jugoslavije te sezone, izgubivši od Vojvodine ukupnim rezultatom 1:0. Proveli bi još četiri uzastopne sezone u drugoj ligi između 1998. i 2002.

## Uspjesi
Srpska liga Istok / Srpska liga Timok (3. rang)
- 1994./95., 1997./98.

Pomoravsko-timočka zona / Zonska liga Zapad (4. rang)
- 2003./04., 2015./16.

## Poznati igrači
- Filip Kasalica
- Nenad Đorđević
- Ivan Dudić
- Miloš Stojanović

## Vanjske poveznice
- Profil na srbijasport.net